# Großroyalrah
Die Großroyalrah ist die Rah, an der bei rahgetakelten Segelschiffen das Großroyalsegel getakelt ist. Da sich eine Großbramstenge nur bei Vollschiffen findet, ist dieser Typ der Rah nur dort zu finden. Sie ist die oberste Rah oberhalb der Großbramrah. Bewegt wird die Rah durch Toppnanten, Brassen (zur seitlichen Bewegung) und Fallen zum Heißen oder Fieren. Diese zählen zum laufenden Gut.